# Anisodes glycidora
Anisodes glycidora là một loài bướm đêm trong họ Geometridae.